# Юнг, Тило
Тило Юнг — немецкий журналист и главный редактор политического интернет-шоу Jung & Naiv (Молодой и наивный).
Работает независимо, зарабатывает посредством краудфандинга.

## Карьера
В возрасте 15 лет Юнг начал работать внештатным репортёром в региональной ежедневной газете Nordkurier на темы, которые включали год, проведённый им в качестве ученика школы по обмену в Техасе.
В 2006 году он переехал в Берлин, изучал бизнес и юриспруденцию в Университете Гумбольдта, но не окончил его.
В 2011 году начал заниматься журналистикой, брал интервью и редактировал репортажи для радиошоу Medienmagazin на radioeins, ведущего Rundfunk Berlin-Brandenburg.
Юнг выкладывал неотредактированные интервью на своем канале YouTube.
Немецкая коммерческая телевизионная станция Joiz начала транслировать эпизоды Jung & Naiv шесть месяцев спустя, но прекратила в ноябре 2014 года, когда стала неплатежеспособной.
Известными гостями шоу Юнга были политики, журналисты и другие комментаторы, в том числе Пер Штайнбрюк, Юрген Триттин, Хайко Маас, Джереми Скахилл, Ноам Хомски и Гленн Гринвальд.
В 2015 году Юнг переключил свое внимание на регулярные пресс-конференции правительства Германии.
В середине апреля он начал публиковать на YouTube короткие тематические видеоролики, взятые из его полнометражных видеороликов.
Он также начал сотрудничать со Штефаном Шульцем, журналистом Frankfurter Allgemeine Zeitung.
Другие журналисты и телевизионные программы, такие как heute-show и журнал NDR Zapp Magazin, брали интервью у Юнга или транслировали фрагменты его программ.

## Награды
- 2014: Онлайн-премия Grimme в категории "Лучшая информация[7]

## Внешние ссылки
- Официальный Сайт
- YouTube: Тило Юнг